# أبو عبس بن جبر
أبو عبس بن جبر الأنصاري (المتوفي سنة 34 هـ) صحابي بدري، شهد المشاهد كلها، وتوفي في خلافة عثمان بن عفان.

## سيرته
ينتمي أبو عبس بن جبر بن عمرو بن زيد بن جشم بن حارثة بن الحارث إلى بنو حارثة بن الحارث أحد بطون قبيلة الأوس الأزدية، وأمه هي ليلى بنت رافع بن عمرو بن عدي بن مجدعة بن حارثة، وكان من القلة الذين كانوا يُحسنون الكتابة بالعربية قبل الإسلام. وقد أسلم أبو عبس، وغيّر النبي محمد اسمه من «عبد العزى» أو «معبد» إلى «عبد الرحمن».
وحين آخى النبي محمد بين المهاجرين والأنصار، آخى بينه وبين خنيس بن حذافة السهمي، وقد تولّى هو وأبو بردة بن نيار كسر أصنام بني حارثة، لما أسلموا. شهد أبو عبس مع النبي محمد المشاهد كلها، كما بعثه النبي محمد مع محمد بن مسلمة وسلكان بن سلامة وعباد بن بشر لاغتيال كعب بن الأشرف اليهودي لما آذى النبي محمد. وبعد وفاة النبي محمد، اتخذه الخليفتان عمر بن الخطاب وعثمان بن عفان جابيًا لأموال الصدقات.
توفي أبو عبس بن جبر بالمدينة المنورة سنة 34 هـ، وصلى عليه الخليفة وقتها عثمان بن عفان، وكان عمر أبي عبس حين مات 70 سنة، ودُفن بالبقيع، وألحده في قبره أبو بردة بن نيار وقتادة بن النعمان ومحمد بن مسلمة وسلمة بن سلامة بن وقش. وقد أعقب أبو عبس من الولد محمد ومحمود وأمهما أم عيسى بنت مسلمة بن سلمة الأنصارية أخت محمد بن مسلمة، وعبيد الله وأمه أم الحارث بنت محمد بن مسلمة الأنصارية، وزيد وحميدة من أمهات أخرى.
ولأبي عبس رواية للحديث النبوي عن النبي محمد، رواها عنه ابنه زيد وحفيده أبو عبس بن محمد بن أبي عبس وعباية بن رفاعة.